# Dipsas bucephala
Espèce
Synonymes
- Coluber bucephalus Shaw, 1802
- Leptognathus indicus Günther 1858
- Leptognathus cisticeps Boettger 1885
- Dipsas cisticeps (Boettger 1885)
- Dipsas indica cisticeps (Boettger 1885)

Dipsas bucephala  est une espèce de serpents de la famille des Dipsadidae.

## Répartition
Cette espèce se rencontre en Bolivie dans les départements de Cochabamba et de Santa Cruz, au Paraguay et dans le sud-est du Brésil.

## Liste des sous-espèces
Selon The Reptile Database (8 mai 2015) :
- Dipsas bucephala bucephala (Shaw, 1802)
- Dipsas bucephala cisticeps (Boettger, 1885)

## Publications originales
- Boettger, 1885 : Liste von Reptilien und Batrachiern aus Paraguay. Zeitschrift für Naturwissenschaften (Halle), vol. 58, p. 213-248 (texte intégral).
- Shaw, 1802 : General Zoology, or Systematic Natural History, vol. 3, no 2, p. 313-615 (texte intégral).